# I-NEWS
i-NEWS（アイ・ニュース）は、TBS系列のBSデジタル放送局、BS-i（現：BS-TBS）にて2000年12月4日から2002年3月29日にかけて放映された報道番組である。放映日・放映時間は平日の6:00～9:00（i-NEWS Morning）と、同じく19:30～20:00（i-NEWS Evening）。

## 概要

### i-NEWS Morning
i-NEWS Morning（アイ・ニュース モーニング）。この番組は、毎朝6:00～9:00までの3時間編成。前日、どのような事件・事故が起きたのかを、記者リポートを交えて伝えるほか、「Comming By 20th Century 今日は何の日」「JNN列島リポート」「ビデオレター」「スポーツニュース」「気象情報」のコーナーを送る。なお、実際のタイトル表記は「Morning」の文字はなく、単に「i-NEWS」と記されていた。この見出しでは「i-NEWS Evening」との混同を避けるため、「Morning」の表記を入れている。

### i-NEWS Evening
i-NEWS Evening（アイ・ニュース イブニング）。この番組は、毎夕7:30～8:00までの30分編成。きょう一日、どのような事件・事故が起きたのかを、キャスター・記者の視点で分かり易く解説する。かつてTBSニュースバードで放送されていた「JNNイブニング」に近いスタイルであった。
※両番組とも、TBS系列のJNNニュース（ベストタイム、JNNニュースの森、NEWS23）で使用された取材テープを使い、スタジオも当時TBSのi-NEWS専用スタジオを用いて、TBSの人気アナウンサーあるいはキャスターが伝える、という内容だった。ただ、JNN協定が適用されないため、JNN系列各局のクレジットは「協力」扱いで当時放送し、エンドクレジットには「製作 TBS BS-i」が表記されていた。この例はBS朝日の「News Access 730」にもやや似ている（こちらはエンドクレジットが「協力 ANN」と表記）。2002年3月29日をもってTBSとBS-iとの制作を終了、4月1日からはJNNニュースバードの制作と番組配信の形態に移行し（事実上の統合）、朝は「JNNモーニング i-NEWS」に、夜は「JNNイブニング i-NEWS」に交代した。

## レギュラー・キャスター
- Morning:菅原美千子／向井政生／三浦聡子／中澤有美子
- Evening:近藤美矩／秋沢淳子ほか